# Arcangelo Scacchi

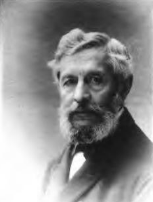
Arcangelo Scacchi, 26. Juli 1890

Arcangelo Scacchi (* 8. Februar 1810 in Gravina di Puglia; † 11. Oktober 1893 in Neapel) war ein italienischer Geologe, Mineraloge und Vulkanologe.

## Leben
Scacchi ging in Bari und in Gravina zur Schule. 1827 nahm er in Neapel das Studium der Medizin auf und schloss es 1831 erfolgreich ab. Nach dem Studienabschluss befasste er sich intensiv mit verschiedenen naturwissenschaftlichen Disziplinen und wurde ein Schüler von
Matteo Tondi (1762–1835) sowie Teodoro Monticelli (1759–1845), ständiger Sekretär der Königlichen Akademie der Wissenschaften von Neapel. Beide machten den jungen Scacchi mit ihren Mineralien- und Fossilien-Sammlungen vertraut.
Im September 1841 wurde er als Assistent für die Demonstration von Objekten am Lehrstuhl für Mineralogie der Königlichen Universität von Neapel eingesetzt und 1844 schließlich zum Professor für Mineralogie ernannt. Gleichzeitig erhielt Scacchi den Posten als Direktor des Museums für Mineralogie von Neapel, eine Position, die er bis zu seiner Emeritierung 1891 hielt.
1861 wurde er zum korrespondierenden Mitglied der Göttinger Akademie der Wissenschaften gewählt.  Ab 1875 war er Mitglied der nationalen Accademia dei Lincei. Bereits seit 1867 verband ihn eine auswärtige Mitgliedschaft mit der Bayerischen Akademie der Wissenschaften. 1872 wurde er als korrespondierendes Mitglied in die Preußische Akademie der Wissenschaften, 1887 in die Académie des sciences in Paris und 1890 in die Russische Akademie der Wissenschaften in Sankt Petersburg aufgenommen.

## Wissenschaftliches Werk
Seine ersten Arbeiten befassten sich mit der Forschung auf dem Gebiet der Conchologie, verbunden mit der Redaktion des Catalogus Conchyliorum Regni neapolitani (1836 erschienen), sowie mit den fossilen Muschelfunden auf der Insel Ischia und entlang des Strandes zwischen Pozzuoli und Monte Nuovo im Jahre 1841.
Ein wesentlicher Schwerpunkt seiner Forschung lag in der Kristallographie, der Mineralogie und Vulkanologie, insbesondere die Beschreibung der Morphologie und der Genese von Mineralien auf dem Vesuv. Auch auf dem Gebiet der Kristallographie gelangen ihm wichtige Entdeckungen. Außerdem beschrieb er mehrere neue Minerale wie unter anderem Pikromerit (1855), Chloromagnesit (1873) und Chloraluminit (1874). Beim Voltait trat er zwar nicht als Erstbeschreiber auf, jedoch gelang es ihm als Erstem, dessen Zusammensetzung eindeutig zu bestimmen. Das von ihm 1881 entdeckte Mineral Nocerit stellte sich bei späteren Untersuchungen als identisch mit dem bereits 1926 durch Per Geijer beschriebenen Fluoborit heraus. Nocerit wurde daher als Mineral diskreditiert und der Name gilt seitdem als Synonym von Fluoborit.

## Ehrungen
- Rudolph Amandus Philippi benannte ihm zu Ehren 1844 die Muschel-Gattung Scacchia aus der Familie der Lasaeidae
- Das zunächst von Scacchi 1855 beschriebene und als Protochloruro di Manganese bezeichnete Mineral wurde von Adam 1869 nach ihm in Scacchit umbenannt.[4]
- Nach ihm ist das Lehrinstitut Liceo Scientifico Statale ‘Angelo Scacchi’ benannt.[5]’

## Publikationen
- Scacchi selbst hat 1891 einen Gesamtkatalog seiner Veröffentlichungen zusammengestellt, der 1894 zusammen mit einem Nachruf im Giornale di mineralogia, cristallografia e petrografia Ulrico Hoepli, Vol. V, 1894, S. 1–22  erschien (Nachruf im Internet Archive).
- Mitverfasser von: Memoria sulla incendio vesuviano: del mese die maggio 1855. Nobile, Napoli 1855 (archive.org; Inhalt: Vesuv-Ausbruch 1855, italienisch).
- Catalogus conchyliorum Regni Neapolitani: quae usque adhuc reperit A. Scacchi. Thorn, Neapoli 1857 (archive.org).